# Abadía de Villelonge

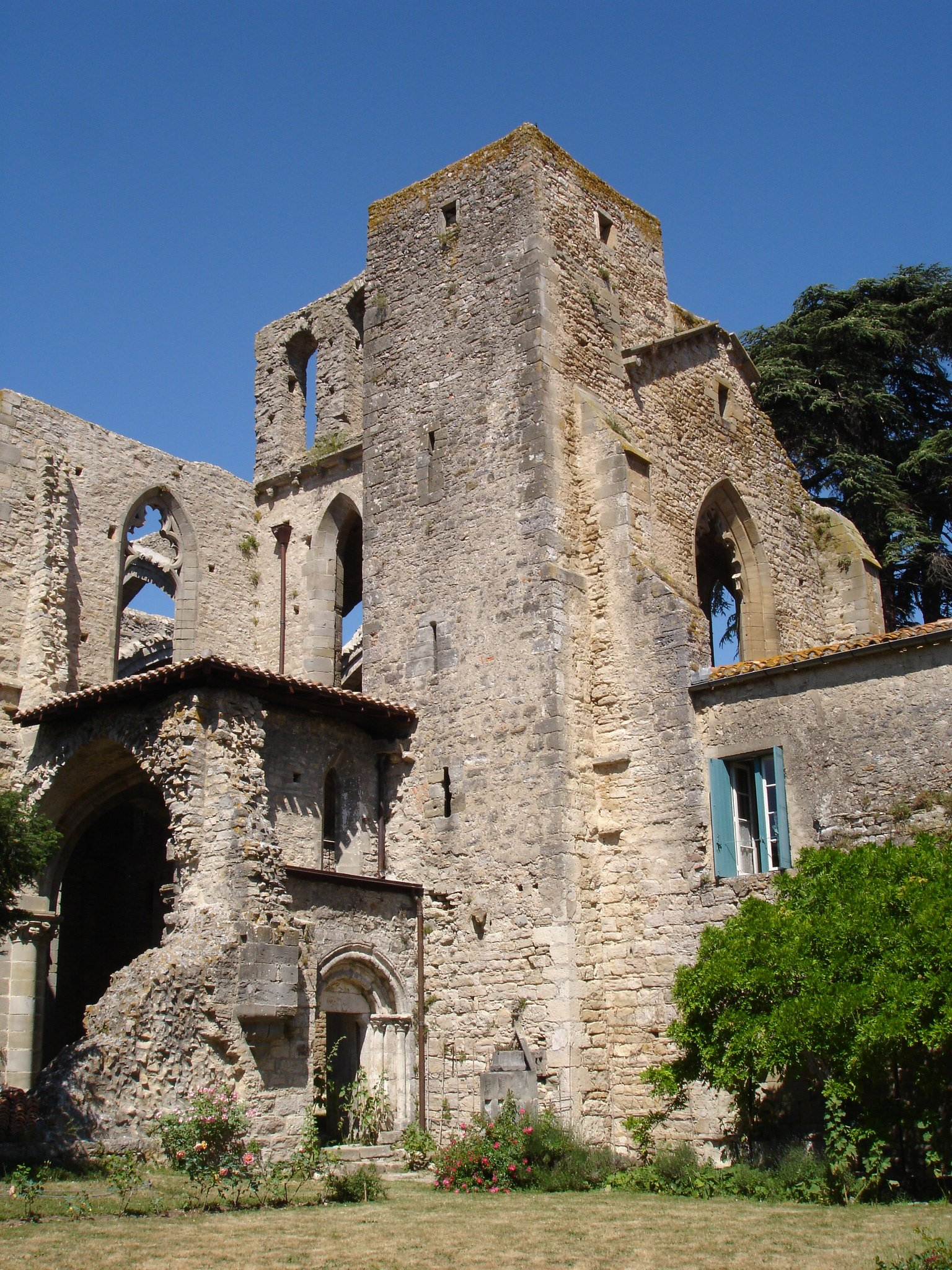
Vestigios de la iglesia de la abadía de Villelongue.

La abadía de Villelongue o Abadía Santa Maria de Villelongue es una abadía cisterciense en ruinas situada en la comuna francesa de Saint-Martin-le-Vieil en el departamento del Aude, a medio camino entre Castelnaudary y Carcasona.
Actualmente es de propiedad privada y está clasificada como monumento histórico de Francia desde el año 1916.

## Historia
Un monje llamado Guillaume inició la construcción de la abadía en el año 1180 gracias a una donación otorgada en 1149 por la Orden del Císter. Los monjes eran originarios de la Abadía de Bonnefont de Comminges.
Su máximo esplendor fue a principios del siglo XIII gracias al jefe militar de la cruzada albigense, Simón de Montfort, que recompensó a los monjes de Villelongue por su posición firme contra los cátaros, otorgándoles numerosas tierras y el pueblo de Saint-Martin-le-Vieil. Las plagas de peste asolaron el lugar en el siglo XIV, con la consecuente mortandad, provocando el inicio del declive de la abadía.
Durante la Revolución francesa fue tomada por los revolucionarios aunque no saqueada completamente, conservando la mayoría de las ricas esculturas intactas contemporáneamente. Fue vendida como bien nacional a un rico médico, Guillaume Boussac, que la transformó en explotación agraria en 1791, dividiéndola en dos partes, la de las ruinas del edificio de la abadía en si por un lado, por otra parte, transformando lo que seguramente fue la antigua casa abadial en viviendas. 

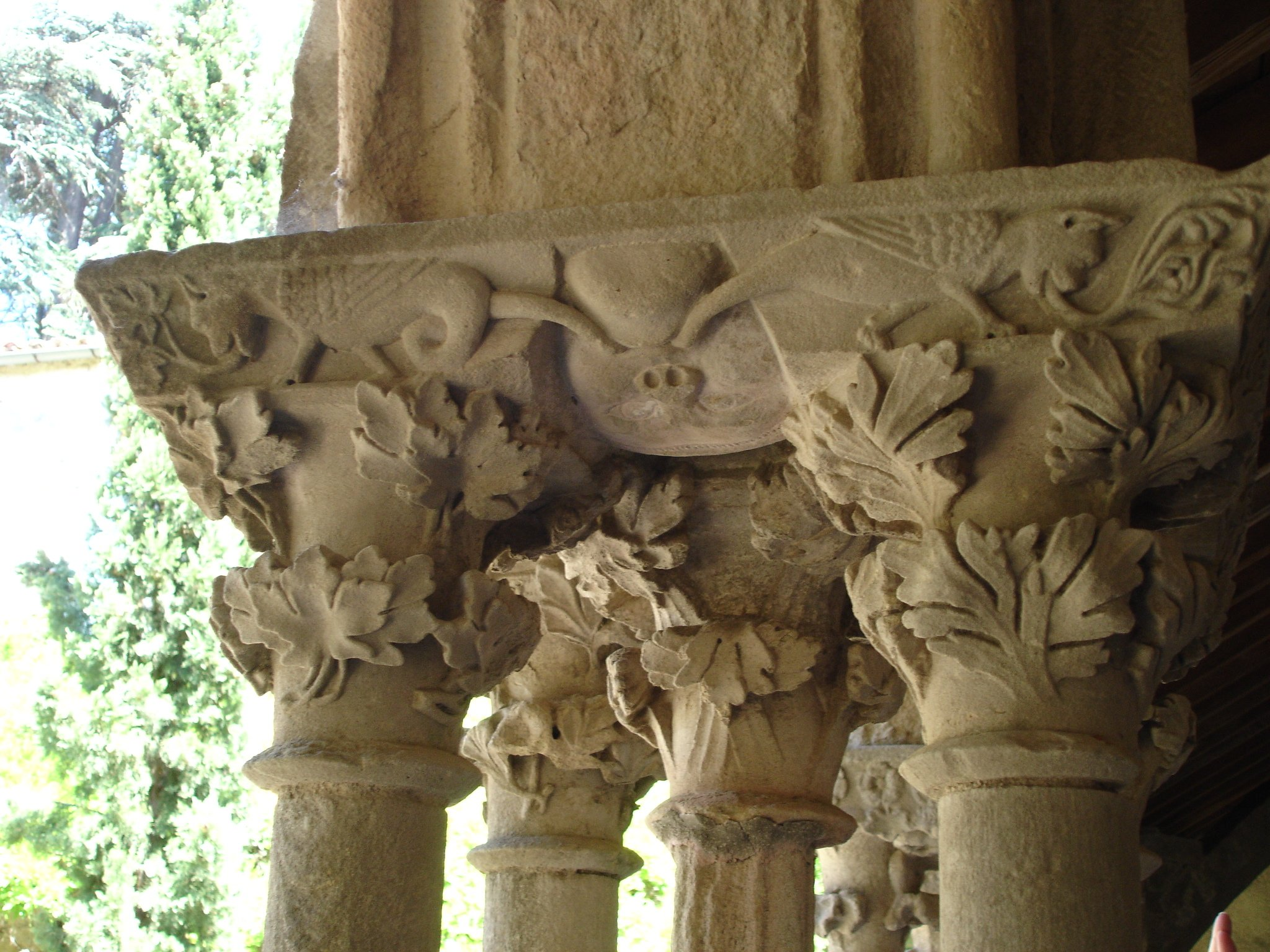
Detalle de unos capiteles del claustro.

Las dos partes no se volvieron a unir y actualmente pertenecen a propietarios diferentes. En 1916 los propietarios tomaron conciencia de la importancia cultural de la abadía de Villelongue decidiendo recuperar y mantener las partes más antiguas. También este mismo año obtiene la clasificación como monumento histórico.

## Arquitectura
La abadía se caracteriza por sus ricas y bellas esculturas. La iglesia y la sala capitular datan de finales del siglo XII.
El claustro posee capiteles muy trabajados, típicos de lo que se llama el gótico meridional del Languedoc de los siglos XIII y XIV; en ellos se aprecian esculturas representando formas humanas o animales lo que, según la regla de San Bernardo, estaba formalmente prohibido a fin de no perturbar a los monjes en sus oraciones.
Se puede también observar esculpida una cabeza del diablo en una de las esquinas del claustro, y otra sobre la escalera que conduce al campanario.